# فرانیو میهالیچ
فرانیو میهالیچ (کرواتی: Franjo Mihalić؛ ۹ مارس ۱۹۲۰ – ۱۴ فوریهٔ ۲۰۱۵) دونده دو ماراتن اهل یوگسلاوی بود.
وی در مسابقات کشوری و بین‌المللی در مجموع برندهٔ ۱ مدال طلا، ۲ مدال نقره، ۱ مدال برنز شده‌است.